# Constitution de la République italienne
Lire en ligne

Version traduite en français

Statut albertin (1848)
La Constitution de la République italienne est la loi fondamentale de l'État italien, qui à ce titre occupe le sommet de la hiérarchie des normes dans le système juridique de la République. Considérée comme une constitution écrite, rigide, longue, votée, compromissoire, laïque, démocratique et essentiellement programmatique, elle est faite de 139 articles ainsi que de 18 dispositions transitoires et finales (cependant, en 2001, les articles 115, 124, 128, 129 et 130 ont été supprimés).
Elle est la deuxième constitution de l'Italie unifiée, après le Statut albertin de 1848 qui servait de loi suprême à l'État italien lorsqu'il était un royaume. Approuvée par l'Assemblée constituante le 22 décembre 1947, puis promulguée le 27 décembre suivant par le chef provisoire de l'État italien Enrico De Nicola, elle a été publiée dans la Gazette officielle le même jour. Elle est entrée en vigueur le 1er janvier 1948. Il existe trois exemplaires originaux, dont l'un est conservé dans les Archives historiques de la présidence de la République italienne.

## Naissance et origines de la Constitution
L’État italien moderne apparaît, d'un point de vue institutionnel, pour la première fois avec la loi du 17 mars 1861 qui attribue à son souverain le titre de roi d'Italie (auparavant roi de Sardaigne). C'est la naissance juridique d'un État italien (même si d'autres États ont déjà porté ce nom dans le passé, notamment pendant la période napoléonienne). La continuité entre le royaume de Sardaigne et celui de l'Italie est assurée par l'extension, au fur et à mesure des annexions, du statut concédé par Charles-Albert de Savoie en 1848, appelé Statut albertin. Ce statut ressemble aux autres constitutions révolutionnaires de 1848 et mêle principe monarchique et principe représentatif. Le Statut albertin se révèle d'une grande souplesse, par sa capacité à s'adapter au contexte politique : le suffrage censitaire en 1870 devient peu à peu universel (1913) ; malgré l'art. 1er qui proclame le catholicisme seule religion de l'État, les relations sont rompues avec le Saint-Siège de 1870 à 1929. Mais l'arrivée brutale du fascisme rompt cette évolution souple. Le régime de parlementaire devient rapidement autoritaire voire totalitaire (1925). L'État de droit est subverti et doublé par un pouvoir policier centralisé, celui du Parti national fasciste. Toute opposition est interdite et la neutralité de l'Église est obtenue au prix des accords du Latran qui rétablissent la religion d'État. Mais à la suite de l'engagement de l'Italie dans la Seconde Guerre mondiale, Benito Mussolini est mis en minorité au Grand Conseil fasciste le 24 juillet 1943. Le roi Victor-Emmanuel III d'Italie transfère ses pouvoirs au prince héritier le 5 juin 1944, tandis que le maréchal Pietro Badoglio laisse la place à un gouvernement de partis antifascistes sous la présidence d'Ivanoe Bonomi. À la chute du régime fasciste, les différents partis antifascistes au pouvoir, sous la tutelle des Alliés, décident de changer radicalement les institutions, avec l'aide surprenante du Parti communiste italien et notamment de son chef Palmiro Togliatti, connu pour sa modération, ce qui permet une transition pacifique vers le nouveau régime démocratique.
Dès avril 1945, une Assemblée consultative de 222 membres, issus des rangs de la Résistance est organisée pour faire les premiers choix fondamentaux : choix de la représentation proportionnelle pour l'élection des membres de l'Assemblée constituante, organisation d'un référendum sur la nature du régime (républicain ou monarchique), extension du droit de vote des femmes, constitution des listes électorales.

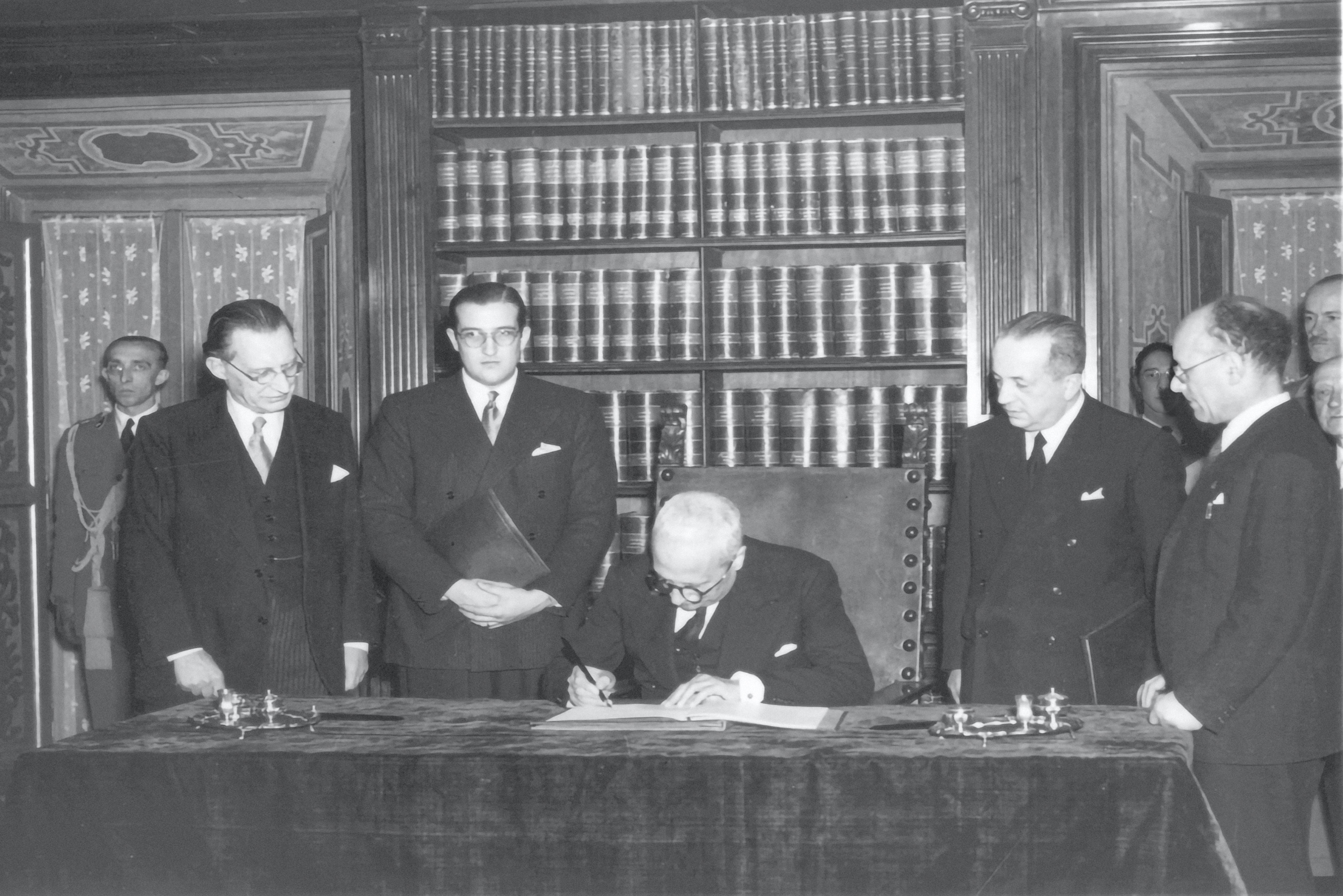
Le chef de l'État provisoire, Enrico De Nicola, signant la Constitution en vertu de la disposition XVIII, le 27 décembre 1947.

En juin 1945, le gouvernement de Ferruccio Parri, dirigeant du Parti d'action, remplace celui de Ivanoe Bonomi jugé trop lié à la monarchie. Critiqué par les libéraux (monarchistes pour la plupart) et lâché par les communistes, il cède la place à Alcide De Gasperi en décembre 1945. Le 2 juin 1946 se déroule à la fois le référendum et l'élection de la Constituante. 54 % des Italiens choisissent la République. La Constituante est dominée par les grands partis de masse (DC 35,2 % ; PSI 20,7 % ; PCI 19,7 %) alors que les Libéraux et le Parti d'action ne sont pas prépondérants. Cette majorité élaborera et votera la Constitution qui sera le fruit d'un compromis entre la gauche (PSI-PCI) et les catholiques (DC) sur les principes fondamentaux même si les libéraux exerceront une influence décisive sur les mécanismes institutionnels et notamment la séparation des pouvoirs. Les travaux auraient dû être terminés le 24 février 1947 mais la Constituante ne se sépare que le 31 décembre 1947, après avoir adopté la Constitution le 27 décembre par 453 voix contre 62. Elle entre en vigueur avec le Jour de l'An 1948.

## Structure
La constitution de la République italienne est une des rares constitutions au monde à ne pas comporter de préambule. Des propositions en ce sens avaient été faites durant les travaux de rédaction par des membres de l'Assemblée constituante (Giorgio La Pira proposant un préambule à consonnance religieuse : In nome di Dio il popolo italiano si dà la seguente Costituzione, "Au nom de Dieu le peuple italien se donne la présente Constitution", et Piero Calamandrei un préambule dédié aux morts pour la Patrie, notamment aux partisans : Il popolo italiano consacra alla memoria dei fratelli caduti, per restituire all’Italia libertà e onore, la presente Costituzione, "Le peuple italien consacre à la mémoire de ses frères tombés, pour rendre à l'Italie la liberté et l'honneur, la présente Constitution"), mais n'avaient pas connu de suites,.
La constitution est divisée en quatre sections principales, elles-mêmes subdivisées en sous-sections, :
- Principes fondamentaux (articles 1 à 12) ;
- Première partie - Droits et devoirs des citoyens (articles 13 à 54), subdivisée en :
  - Titre premier - Rapports civils (articles 13 à 28) ;
  - Titre II - Rapports éthiques et sociaux (articles 29 à 34) ;
  - Titre III - Rapports économiques (articles 35 à 47) ;
  - Titre IV - Rapports politiques (articles 48 à 54);
- Seconde partie - Organisation de la République (articles 55 à 139):
  - Titre premier - Le Parlement (articles 55 à 82), subdivisé en :
    - Section I - Les chambres (articles 55 à 69) ;
    - Section II - L'élaboration des lois (articles 70 à 82) ;

  - Titre II - Le Président de la République (articles 83 à 91) ;
  - Titre III - Le Gouvernement (articles 92 à 100), subdivisé en :
    - Section I - Le Conseil des ministres (articles 92 à 96) ;
    - Section II - L'administration publique (articles 97 et 98) ;
    - Section III - Les organes auxiliaires (articles 99 et 100) ;

  - Titre IV - La magistrature (articles 101 à 113), subdivisé en :
    - Section I - L'organisation de la justice (articles 101 à 110) ;
    - Section II - Normes relatives à la juridiction (articles 111 à 113) ;

  - Titre V - Les régions, les provinces, les communes (articles 114 à 133) ;
  - Titre VI - Garanties constitutionnelles (articles 134 à 139), subdivisé en :
    - Section I - La Cour constitutionnelle (articles 134 à 137) ;
    - Section II  - Révision de la Constitution - Lois constitutionnelles (articles 138 et 139);
- Dispositions transitoires et finales (dispositions I à XVIII).

## Appréciations sur son fonctionnement
La constitution est surtout d'inspiration démocrate chrétienne mais également laïque (les républicains, les libéraux, les socialistes et même les communistes ayant participé à sa rédaction). D'ailleurs, dans son article 1er, la République est dite fondée sur le travail, ce qui en fait une des rares constitutions au monde à être travailliste.
En revanche, ont été écartées les dispositions de nature à favoriser la ré-émergence du fascisme et de tout système de type autoritaire. C'est en conséquence, un régime parlementaire bicaméral paritaire, où l'exécutif est, par nature, fragile et instable. L'autorité judiciaire est renforcée par l'existence d'un Conseil supérieur de la magistrature.
Après avoir été souvent célébrée par de nombreux auteurs et spécialistes du droit constitutionnel, et ce, malgré l'instabilité politique qu'elle a souvent représentée, défendue par le politologue Giovanni Sartori, son fragile équilibre a été profondément touché par la modification du système électoral, intervenue en 1993 après un référendum populaire, avec l'entrée en vigueur de la loi Mattarella, qui a introduit un mode de scrutin mixte (75 % majoritaire et 25 % à la proportionnelle), mais surtout par l'affaire dite des Mani pulite (Mains propres) qui a entraîné une recomposition en profondeur du paysage des partis politiques italiens, de la Démocratie chrétienne et, pour d'autres raisons, du Parti communiste italien, l'émergence à leur place, à droite de Forza Italia qui finit par englober également l'Alliance nationale dans Le Peuple de la Liberté (2008) — et à gauche de L'Olivier et d'autres partis nouveaux ou rénovés comme le Parti démocrate.

## Principes fondamentaux
Fruit d'un compromis entre la gauche marxiste et démocrate-chrétienne, ce texte porte d'abord sur la philosophie des institutions. La Constitution met l'accent sur les droits économiques et sociaux et sur le pacifisme et sur leur garantie effective. Elle répudie la guerre comme le mode de solution des conflits internationaux et consent aux limitations de souveraineté nécessaire et aide l'organisation internationale pour ce but. Elle s'inspire aussi d'une conception antiautoritaire de l'État avec une défiance marquée pour un pouvoir exécutif fort et une confiance dans le fonctionnement du système parlementaire bicaméral. Elle permet aussi, grâce à la modération des marxistes, d'entériner les accords du Latran et de permettre d'accorder une autonomie régionale, d'autant plus marquée que le particularisme local est fort (dans les îles et les régions à fortes minorités linguistiques). Mais cette Constitution était incomplète : faute de temps, des autorités prévues furent renvoyées à des lois constitutionnelles ultérieures. La Cour constitutionnelle ne verra le jour qu'en 1955 (élection des juges sur la base d'une loi de 1953) ; le Conseil supérieur de la magistrature (loi de 1958) ; les régions ordinaires en 1970 (alors que quatre régions à statut spécial sont créées dès 1948 et le Frioul-Vénétie Julienne en 1963) ; le référendum abrogatif (loi du 15 mai 1970).
La Constitution italienne est donc entrée en vigueur progressivement (en raison du caractère programmatique de certaines dispositions mais également en raison des retards du législateur). Cette progressivité et ces retards n'ont pas été sans effets sur le fonctionnement effectif et régulier du régime.

## Révisions constitutionnelles

### Modalités
Toute révision de la constitution italienne nécessite d'être approuvée lors de deux délibérations successives dans chacune des deux chambres, séparées d'au moins trois mois. Si le projet est approuvé à la majorité des deux tiers du total des membres lors de chacun des seconds votes des deux chambres, le président promulgue le texte sans qu'un référendum ne puisse être mis en œuvre.
Dans le cas d'un vote en faveur du projet n'ayant recueilli que la majorité absolue, cependant, le ministre de la Justice en publie le texte au journal officiel. Si, dans les trois mois suivant cette publication, une demande de référendum est faite auprès de la chancellerie de la cour de cassation par au moins 500 000 électeurs inscrits sur les listes électorales, ou au moins un cinquième des membres de l'une des deux chambres, ou au moins cinq des vingt conseils des régions d'Italie, un référendum constitutionnel a obligatoirement lieu. Si le référendum est approuvé à la majorité absolue des suffrages exprimés, ou qu'aucune demande de référendum n'est faite, le président promulgue le texte de révision constitutionnelle. Contrairement au référendum abrogatif, aucun quorum de participation n'est exigé pour valider le référendum.
L'article 139 de la constitution précise que « La forme républicaine ne peut faire l’objet d’une révision constitutionnelle. », interdisant explicitement tout retour à la monarchie.

### Historique
Le texte originaire de la Constitution a subi quelques révisions, adoptées selon la procédure prévue par l'art. 138 de ladite Constitution.
Les lois de révision sont les suivantes :
- Loi constitutionnelle no 2 du 9 février 1963, modifiant les articles 56, 57, et 60 de la Constitution ;
- Loi constitutionnelle no 3 du 27 décembre 1963, modifiant les articles 131 et 57 de la Constitution et instituant la région Molise ;
- Loi constitutionnelle no 2 du 22 novembre 1967, modifiant l'article 135 de la Constitution et les dispositions sur la Cour constitutionnelle ;
- Loi constitutionnelle no 1 du 16 janvier 1989, modifiant les articles 96, 134 et 135 de la Constitution, ainsi que les dispositions de la loi constitutionnelle no 1 du 11 mars 1953 et les normes en matière de procédure pour les crimes visés à l'article 96 de la Constitution ;
- Loi constitutionnelle no 1 du 4 novembre 1991, modifiant l'article 88, deuxième alinéa, de la Constitution ;
- Loi constitutionnelle no 1 du 6 mars 1992, révisant l'article 79 de la Constitution concernant l'application de l'amnistie et des remises de peines ;
- Loi constitutionnelle no 3 du 29 octobre 1993, modifiant l'article 68 de la Constitution ;
- Loi constitutionnelle no 1 du 22 novembre 1999, Dispositions concernant l'élection directe des présidents des juntes régionales et l'autonomie statutaire des régions ;
- Loi constitutionnelle no 2 du 23 novembre 1999, inscrivant le principe de procès équitable à l'article 111 de la Constitution ;
- Loi constitutionnelle no 1 du 17 janvier 2000, modifiant l'article 48 de la Constitution en ce qui concerne l'institution d'une circonscription « Étranger » pour l'exercice du droit de vote des citoyens italiens résidant à l'étranger ;
- Loi constitutionnelle no 1 du 23 janvier 2001, modifiant les articles 56 et 57 de la Constitution, en ce qui concerne le nombre des députés et des sénateurs représentant les Italiens de l'étranger.
- Loi constitutionnelle no 3 du 18 octobre 2001, modifiant le titre V de la seconde partie de la Constitution ;
- Loi constitutionnelle no 1 du 23 octobre 2002, disposant que les alinéas 1 et 2 de l'article XIII des dispositions transitoires et finales cessent d'avoir effet ;
- Loi constitutionnelle no 1 du 30 mai 2003, modifiant l'article 51 de la Constitution.
- Loi constitutionnelle no 1 du 2 octobre 2007, modifiant l'article 27 de la Constitution, concernant la peine de mort.
- Loi constitutionnelle no 1 du 20 avril 2012, introduisant le principe de l'équilibre budgétaire dans la Constitution.

En ce qui concerne les autres lois constitutionnelles, un premier ensemble concerne l'approbation ou la modification des statuts des Régions autonomes (statut spécial), dont certains ont été approuvés en février 1948 par la Constituante. Il s'agit des lois suivantes :
- Loi constitutionnelle no 2 du 26 février 1948, Conversion en loi constitutionnelle du statut de la région de Sicile ;
- Loi constitutionnelle no 3 du 26 février 1948, Statut spécial pour la Sardaigne ;
- Loi constitutionnelle no 4 du 26 février 1948, Statut spécial pour le Val d'Aoste ;
- Loi constitutionnelle no 5 du 26 février 1948, Statut spécial pour le Trentin-Haut-Adige ;
- Loi constitutionnelle no 1 du 31 janvier 1963, Statut spécial de la région Frioul-Vénétie-Julienne ;
- Loi constitutionnelle no 1 du 10 novembre 1971, Modifications et additions au statut spécial de la région Frioul-Vénétie-Julienne ;
- Loi constitutionnelle no 1 du 23 février 1972, modifie les dispositions concernant la durée du mandat de l'assemblée régionale de Sicile et des conseils régionaux de Sardaigne, du Val d'Aoste, du Trentin-Haut-Adige, du Frioul-Vénétie-Julienne ;
- Loi constitutionnelle no 1 du 9 mai 1986, modifie l'article 16 du statut spécial de la Sardaigne, approuvé par la loi constitutionnelle no 3 du 26 février 1948, concernant la fixation du nombre des conseillers régionaux ;
- Loi constitutionnelle no 3 du 12 avril 1989, modifications et additions à la loi constitutionnelle no 1 du 23 février 1972 concernant la durée du mandat de l'assemblée régionale de Sicile et des conseils régionaux de Sardaigne, du Val d'Aoste, du Trentin-Haut-Adige, du Frioul-Vénétie-Julienne. Modifications au statut spécial du Val d'Aoste ;
- Loi constitutionnelle no 2 du 23 septembre 1993, modifications et additions aux statuts spéciaux du Val d'Aoste, de la Sardaigne, du Frioul-Vénétie-Julienne et du Trentin-Haut-Adige ;
- Loi constitutionnelle no 2 du 31 janvier 2001, Dispositions concernant l'élection directe des présidents des régions à statut spécial et des provinces autonomes de Trente et de Bolzano.

Un dernier ensemble concerne les lois qui introduisent des normes de nature constitutionnelle, parfois en dérogation à celles prévues par la constitution. Parmi celles-ci, peuvent être incluses même la loi constitutionnelle du 22 novembre 1967 (no 2) et la loi constitutionnelle du 16 janvier 1989 (no 1) déjà citées). Mais il s'agit aussi des lois suivantes :
- Loi constitutionnelle no 1 du 9 février 1948, Règles relatives au contrôle de constitutionnalité et à la garantie d'indépendance de la Cour constitutionnelle ;
- Loi constitutionnelle no 1 du 11 mars 1953, Règles complétant la Constitution concernant la Cour constitutionnelle ;
- Loi constitutionnelle no 1 du 18 mars 1958, Report du délai inscrit à l'article XI des dispositions transitoires et finales de la Constitution ;
- Loi constitutionnelle no 1 du 9 mars 1961, accordant trois sénateurs aux communes de Trieste, Duino Aurisina, Monrupino, Muggia, San Dorligo della Valle et Sgonico ;
- Loi constitutionnelle no 1 du 21 juin 1967, Extradition pour le crime de génocide ;
- Loi constitutionnelle no 2 du 3 avril 1989, Projet de référendum d'orientation pour conférer un mandat constituant au Parlement européen qui sera élu en 1989 ;
- Loi constitutionnelle no 1 du 6 août 1993, Fonctions de la commission parlementaire pour les réformes institutionnelles et règles de la procédure de révision constitutionnelle ;
- Loi constitutionnelle no 1 du 24 janvier 1997, institution d'une commission parlementaire pour la réforme constitutionnelle ;
- Loi constitutionnelle no 1 du 23 octobre 2002 autorisant les anciens rois et de leurs descendants mâles à revenir en Italie.

### Projet avorté de réforme constitutionnelle de 2006
Le Parlement italien approuve le 16 novembre 2005 une nouvelle loi constitutionnelle qui modifiait en profondeur les dispositions de l'actuelle Constitution et aurait entraîné, si elle n'avait pas été rejetée par un référendum les 25 et 26 juin 2006, la naissance d'une République fédérale avec un exécutif nettement plus fort. Parmi les principales dispositions du projet de loi constitutionnelle avorté, on peut citer les suivantes, non exhaustives (une cinquantaine d'articles étant modifiés par ce projet de loi) :
- Transformation du Sénat actuel en un Sénat fédéral de la République (Senato federale della Repubblica) en tant que chambre représentant les intérêts du territoire et des communautés locales. Les sénateurs auraient été élus en même temps que les Conseils régionaux. Au Sénat fédéral, auraient également participé des élus des Conseils régionaux et des autonomies locales ;
- Un nombre réduit de parlementaires (500 députés + 18 députés de l'étranger ; 252 sénateurs fédéraux) ;
- Institue un système monocaméral pour le vote des lois : en fonction des matières en question, c'est soit le Sénat fédéral, soit la Chambre qui votent la loi, sans qu'il soit nécessaire d'effectuer une navette parlementaire ;
- Donne un rôle spécifique à l'opposition (à la Chambre) et aux minorités (au Sénat fédéral) ;
- Renforce les compétences exclusives des Régions, en matière d'éducation, de santé, de sécurité
- Reconduit aussi à l'État des compétences exclusives, qu'étaient compétences concurrentes avec les Régions ;
- Transforme le Président du Conseil des ministres en un Premier ministre aux pouvoirs renforcés, désigné directement par les électeurs ;
- Modifie la composition de la Cour constitutionnelle

La nouvelle majorité sortie des urnes en avril 2006 (L'Union) a appelé à voter "non" lors du référendum de confirmation où aucun quorum ne sera alors requis. Le référendum a eu lieu en juin 2006 et voit la nette victoire du non.